# Bibliopegia antropodérmica

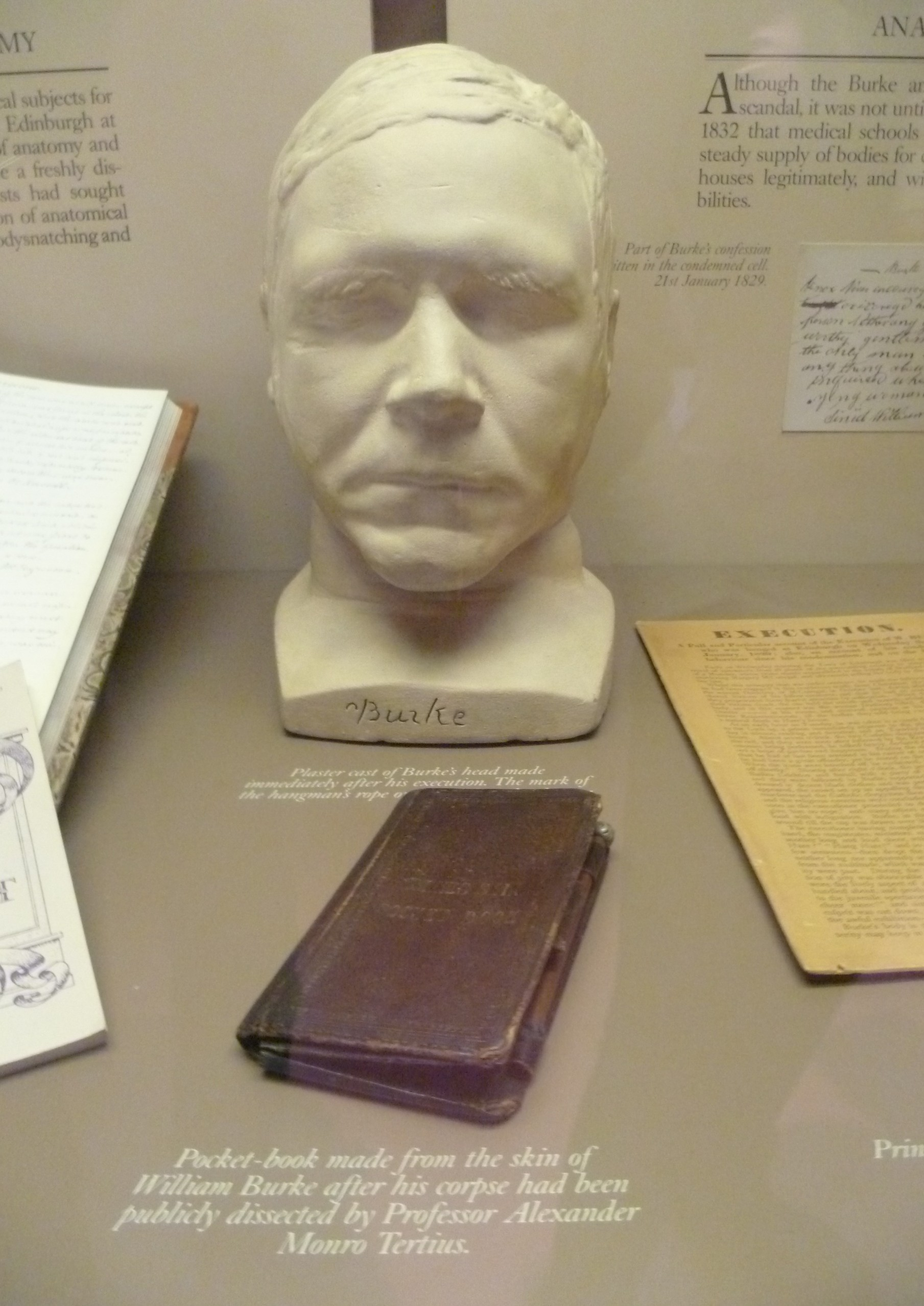
Um livro encadernado com a pele do assassino William Burke, em exibição no Museu de Surgeons' Hall em Edimburgo

Bibliopegia antropodérmica é a prática de encadernar livros em pele humana. Até maio de 2019, The Anthropodermic Book Project examinou 31 dos 50 livros em instituições públicas supostamente com encadernações antropodérmicas, dos quais dezoito foram confirmados como humanos e treze foram demonstrados como couro animal.

## Terminologia
Bibliopegia é um sinônimo incomum para encadernação. Combina o grego antigo βιβλίον (biblion = livro) e πηγία (pegia, do pegnynai = prender). A referência mais antiga no Oxford English Dictionary data de 1876; Merriam-Webster fornece a data do primeiro uso por volta de 1859 e o OED registra uma instância de bibliopegista a um encadernador de 1824.
A palavra antropodérmica combina o grego antigo ἄνθρωπος (anthropos = homem ou humano) e δέρμα (derma = pele), não aparece no Oxford English Dictionary e parece nunca ser usado em contextos diferentes da encadernação. A expressão 'bibliopegia antropodérmica' tem sido usado pelo menos desde o artigo de Lawrence S. Thompson sobre o assunto, publicado em 1946. A prática de encadernar um livro na pele de seu autor — do mesmo modo que The Highwayman, discutido abaixo — foi chamada de 'bibliopegia autoantropodérmica' (do grego αὐτός, auto-).